# Dactylocerca chihuahuae
Dactylocerca chihuahuae är en insektsart som beskrevs av Ross 2003. Dactylocerca chihuahuae ingår i släktet Dactylocerca och familjen Anisembiidae. Inga underarter finns listade i Catalogue of Life.